# Parallelomma media
Parallelomma media är en tvåvingeart som beskrevs av Becker 1894. Parallelomma media ingår i släktet Parallelomma och familjen kolvflugor. Inga underarter finns listade i Catalogue of Life.